# Понсійська діоцезія
Понсі́йська діоце́зія (лат. Dioecesis Poncensis; ісп. Diócesis de Ponce) — діоцезія римського обряду Католицької церкви в Пуерто-Рико, з центром у місті Понсе. Охоплює терени острова Пуерто-Рико. Входить до складу Пуерториканської церковної провінції. Суфраганна діоцезія Сан-Хуанської архідіоцезії. Заснована 21 листопада 1924 року. Голова — єпископ Понсійський. Центральний храм — Понсійський собор.  Площа — 2,045 км². Населення — 593,548 ос.; з них католики — 474,959 ос. (80%). Чинний голова — Рубен Гонсалес Медіна, єпископ Понсійський.

## Назва
- Понсі́йська діоце́зія (лат. Dioecesis Poncensis;  ісп. Diócesis de Ponce)
- Понсі́йське єпи́скопство — за титулом ієрарха і назвою катедри.

## Історія
21 листопада 1924 року була створена Понсійська діоцезія шляхом виокремлення зі складу Пуерториканської діоцезії.
30 квітня 1960  року була створена Аресібська діоцезія шляхом виокремлення зі складу Понсійської і Сан-Хуанської діоцезій.
4 листопада 1964  року була створена Кагуаська діоцезія шляхом виокремлення зі складу Понсійської діоцезії і Сан-Хуанської архідіоцезії.
1 березня 1976 року була створена Маягуеська діоцезія шляхом виокремлення зі складу Аресібської і Понсійської діоцезій.

## Єпископи
- Данієль Фернандес Торрес

## Статистика
Згідно з «Annuario Pontificio» і Catholic-Hierarchy.org:
| Рік  | Населення | Населення | Населення | Священики | Священики | Священики | Священики           | Диякони | Ченці    | Ченці | Парафії |
| Рік  | католики  | загалом   | %         | загалом   | секулярні | ченці     | вірних на священика | Диякони | чоловіки | жінки | Парафії |
| ---- | --------- | --------- | --------- | --------- | --------- | --------- | ------------------- | ------- | -------- | ----- | ------- |
| 1949 | 900.000   | 1.000.000 | 90,0      | 113       | 25        | 88        | 7.964               |         | 99       | 218   | 38      |
| 1966 | 698.968   | 735.756   | 95,0      | 162       | 49        | 113       | 4.314               |         | 113      | 510   | 38      |
| 1970 | 575.470   | 593.562   | 97,0      | 162       | 63        | 99        | 3.552               |         | 101      | 480   | 45      |
| 1976 | 653.671   | 767.849   | 85,1      | 146       | 45        | 101       | 4.477               | 2       | 152      | 360   | 49      |
| 1980 | 489.000   | 543.000   | 90,1      | 121       | 44        | 77        | 4.041               | 7       | 142      | 317   | 38      |
| 1990 | 436.000   | 543.265   | 80,3      | 118       | 51        | 67        | 3.694               | 41      | 93       | 285   | 40      |
| 2000 | 443.000   | 552.125   | 80,2      | 123       | 62        | 61        | 3.601               | 71      | 76       | 215   | 40      |
| 2001 | 483.000   | 604.210   | 79,9      | 116       | 63        | 53        | 4.163               | 71      | 63       | 214   | 40      |
| 2002 | 498.736   | 624.080   | 79,9      | 114       | 61        | 53        | 4.374               | 69      | 60       | 213   | 41      |
| 2003 | 474.759   | 593.448   | 80,0      | 122       | 65        | 57        | 3.891               | 69      | 74       | 203   | 42      |
| 2004 | 474.959   | 593.548   | 80,0      | 126       | 64        | 62        | 3.769               | 86      | 79       | 230   | 42      |
| 2013 | 489.500   | 628.300   | 77,9      | 112       | 66        | 46        | 4.370               | 102     | 61       | 196   | 43      |